# Комісія штату Нью-Йорк з азартних ігор
Комісія штату Нью-Йорк з азартних ігор (англ. New York State Gaming Commission) — це офіційний керівний орган, який здійснює нагляд за іграми казино, благодійними іграми, перегонами, лотереєю та відеотерміналами в штаті Нью-Йорк. Заснована в Схенектеді 1 лютого 2013 року в результаті злиття Ради з перегонів та ставок штату Нью-Йорк та Нью-Йоркської лотереї. Це частина виконавчого департаменту штату Нью-Йорк.
Станом на листопад 2020 року членами комісії були:
- Баррі Семпл
- Джон А. Кротті
- Пітер Дж. Москетті-молодший
- Джон Дж. Поклемба
- Джеррі Скурник[3]

Виконавчим директором Комісії є Баррі Семпл, колишній заступник директора з державних операцій в адміністрації губернатора Куомо. Попереднім виконавчим директором був Роберт Вільямс, який раніше керував відділом державної лотереї.